# Оболенцева, Александра Сергеевна
Александра Сергеевна Оболенцева (род. 21 июня 2001, Тула) — российская шахматистка, гроссмейстер. Чемпионка юношеского чемпионата мира по шахматам, чемпионка мира среди школьников, чемпионка Европы в своей возрастной категории.

## Карьера
Оболенцева начала играть в шахматы в сентябре 2007 года, в шестилетнем возрасте, в детско-юношеской спортивной школе № 4 города Тулы. Её первым тренером был Николай Михайлович Головин. Она трижды становилась чемпионкой России по шахматам — в возрастной категории девочек до 8 лет в 2009 году, девочек до 10 лет в 2011 году, девочек до 12 лет в 2012 году.
В 2009 году, заняв первое место в детском турнире на 6-м Международном шахматном фестивале «Moscow Open», она получила право участвовать в Чемпионате мира по шахматам среди школьников в городе Салоники, Греция. В этом турнире Александра Оболенцева заняла пятое место в открытой категории до 9 лет и первое место в подгруппе девочек до 9 лет.
В 2010 году на 6-м Чемпионате мира по шахматам среди школьников в городе Кайсери, Турция, Оболенцева заняла второе место в категории девушек до 9 лет, уступив на тай-брейке Ханым Баладжаевой из Азербайджана. На Юношеском чемпионате мира 2010 года в городе Халкидики, Греция, под руководством своего нового тренера Владимира Вульфсона она заняла третье место в категории девочек до 10 лет. В результате ФИДЕ присвоила ей звание Woman Candidate Master (WCM).
В ноябре 2011 года на Юношеском чемпионате мира в городе Калдас-Новасе, Бразилия, она завоевала золотую медаль и стала чемпионкой мира в категории девочек до 10 лет. В результате ей было присвоено звание Woman FIDE Master (WFM). В 2012 году она выиграла Чемпионат мира среди школьников в категории девочек до 11 лет в городе Яссы, Румыния, и завоевала бронзовую медаль на Юношеском чемпионате Европы по шахматам в Праге в категории девочек до 12 лет.
В 2013 году она выступала за второй состав сборной России в женской секции Юношеского командного чемпионата Европы в городе Мариборе, Словения. В 2014 году Оболенцева выиграла Чемпионат Европы по шахматам среди школьников в категории девочек до 13 лет в Кавала, Греция. В 2015 году она выиграла Чемпионат Европы среди школьников в категории девочек до 15 лет и завоевала бронзовую медаль на Юношеском чемпионате Европы в категории девочек до 14 лет.
В феврале 2016 года она разделила первое место с Анастасией Боднарук и Сумией Сваминатан в турнире «Moscow Open» среди женщин, заняв третье место на тай-брейке. Она также выполнила норму для  присвоения звания международного мастера (IM), благодаря своему рейтинговому перформансу 2548. В июне она выиграла чемпионат Европы по шахматам среди школьников в категории девушек до 15 лет в Халкидиках. В следующем месяце она завоевала серебряную медаль в составе сборной России на Всемирной юношеской Олимпиаде по шахматам в категории до 16 лет в городе Попрад, Словакия. В октябре Оболенцева взяла серебро на юношеском чемпионате мира в категории девушек до 18 лет в Ханты-Мансийске. В декабре стала бронзовым призёром (вместе с Дарьей Пустовойтовой) Кубка России среди женщин.
В 2017 году она снова играла за Россию во Всемирной юношеской Олимпиаде в категории до 16 лет, и её команда завоевала золотую медаль. На следующий год она снова взяла серебро на юношеском чемпионате мира в категории девушек до 18 лет в Халкидиках. В октябре 2019 года она завоевала бронзовую медаль на юношеском чемпионате мира по шахматам в категории девушек до 18 лет.
Победительница женской бундеслиги (Германия) 2018/2019 годов в составе команды SC Bad Königshofen с результатом 7 из 8.

## Изменения рейтинга
| График не отображается по техническим причинам. Чтобы исправить это, воспроизведите график в новом формате, если это возможно. |